# Kabinett De Gasperi VII
Das Kabinett De Gasperi VII regierte Italien vom 26. Juli 1951 bis zum 15. Juli 1953. Davor regierte das Kabinett De Gasperi VI, danach kurz das Kabinett De Gasperi VIII. Die Regierung von Ministerpräsident Alcide De Gasperi wurde im Parlament von den Christdemokraten (DC) und von der Republikanischen Partei (PRI) getragen. Es handelte sich um das letzte Kabinett der ersten Legislaturperiode der Republik. Nach den Wahlen vom 7. Juni 1953 und der Konstituierung des zweiten republikanischen Parlaments trat das Kabinett Mitte Juli pflichtgemäß zurück. Aus den Wahlen gingen die Christdemokraten wiederum klar als stärkste politische Kraft hervor, sie verfehlten aber die absolute Mehrheit. De Gasperi wurde wiederum mit der Regierungsbildung beauftragt, sein achtes Kabinett erhielt jedoch nicht das Vertrauen des Parlaments.
Ministerpräsident De Gasperi war von Ende 1945 bis Mitte 1953 im Amt. In dieser Zeit schloss Italien mit den Alliierten Anfang 1947 Frieden, woraufhin deren Besatzungstruppen abzogen. Es wurde 1949 als Gründungsmitglied der NATO akzeptiert, womit De Gasperi es fest in die Gemeinschaft westlicher Staaten einband. De Gasperi gilt mit Konrad Adenauer, Robert Schuman und Jean Monnet als einer der Väter der europäischen Einigung. In Italien schuf De Gasperi die Voraussetzungen für das Wirtschaftswunder (miracolo economico) der 1950er Jahre.

## Minister

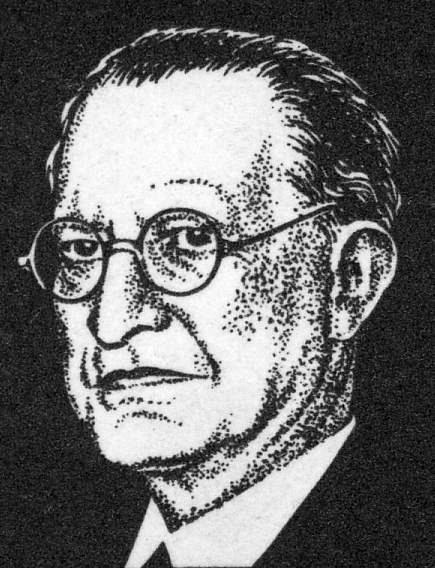
Alcide De Gasperi

| Ministerien           | Name                                                                  | Partei |
| --------------------- | --------------------------------------------------------------------- | ------ |
| Ministerpräsident     | Alcide De Gasperi                                                     | DC     |
| Äußeres               | Alcide De Gasperi                                                     | DC     |
| Inneres               | Mario Scelba                                                          | DC     |
| Justiz                | Adone Zoli                                                            | DC     |
| Verteidigung          | Randolfo Pacciardi                                                    | PRI    |
| Finanzen              | Ezio Vanoni                                                           | DC     |
| Schatz                | Ezio Vanoni (bis 2. Februar 1952) Giuseppe Pella (ab 2. Februar 1952) | DC     |
| Haushalt              | Giuseppe Pella                                                        | DC     |
| Landwirtschaft        | Amintore Fanfani                                                      | DC     |
| Öffentliche Arbeiten  | Salvatore Aldisio                                                     | DC     |
| Verkehr               | Piero Malvestiti                                                      | DC     |
| Industrie             | Pietro Campilli                                                       | DC     |
| Außenhandel           | Ugo La Malfa                                                          | PRI    |
| Post                  | Giuseppe Spataro                                                      | DC     |
| Arbeit und Soziales   | Leopoldo Rubinacci                                                    | DC     |
| Bildung               | Antonio Segni                                                         | DC     |
| Handelsmarine         | Paolo Cappa                                                           | DC     |
| Italienisches Afrika  | Alcide De Gasperi                                                     | DC     |
| Ohne Geschäftsbereich | Carlo Sforza (bis 4. September 1952)                                  | PRI    |
| Ohne Geschäftsbereich | Attilio Piccioni                                                      | DC     |